# Chrysina dianae
Chrysina dianae är en skalbaggsart som beskrevs av Brett C.Ratcliffe och Jameson 1992. Chrysina dianae ingår i släktet Chrysina och familjen Rutelidae. Inga underarter finns listade i Catalogue of Life.